# Мутнаевока
«Мутнаевока» («мутнае вока» з білоруської — тьмяне око) — білоруський музичний гурт, створений 2005 року в Мінську.  Гурт виконує пісні у жанрах альтернативний рок, авангард-рок, постпанк.

## Історія
Дебютний альбом «Пошлы гламур» (укр. Безсоромний гламур) 2010 року став першим великим записом гурту. Окрім цього альбому, дискографія гурту «Мутнаевока» налічує кілька синглів, мініальбом, а також другий повноформатний диск «Дзень Незалежнасьці» (укр. День Незалежности) (2014), який, за версією порталу Experty.by, увійшов до десятки найкращих альбомів першого півріччя.
2014 року з гуртом замість директора клубу «Re:Public» Андрія Старцева почала працювати продюсерка Ганна Маркевич, що згодом стала директоркою колективу.
У травні 2015 року гурт випустив максісингл «Голыя танцы» (укр. Голі танці). 2016 року його було нагороджено музичною премією «Даём рады» (укр. Даємо ради) як найкращий сингл 2015 року.
«Мутнаевока» виступали на одній сцені з такими музиками, як Сегодня Ночью, Noize MC, Animal Джаz та «Воплі Водоплясова». У вересні 2013 року гурт вийшов на сцену мінського Палацу спорту разом з фінською рок-групою The Rasmus. 1 грудня 2015 р. — були на розігріві у британського колективу Carl Barat & The Jackals у столичному клубі «Re:Public».
Перші представники Білоруси на фестивалі «Соседний мир» (укр. Сусідній світ; 2011, Україна), учасники фестивалів «Жывы гук on-line» (укр. Живий звук онлайн; 2009, 2013, Білорусь), «Рок-Млын» (укр. Рок-Млин; 2011, Білорусь), «Motor Bike Fest (2011, 2012, Білорусь), а також «Рок за Бобров» (укр. Рок за Бобрів; 2010, Білорусь), де вони посіли 3 місце в конкурсі «Рух за освіження» (рос. Движение за освежение). 2015 року гурт взяв участь у рок-фестивалі в Логойську, а також, перемігши у конкурсі, відкрив фестиваль «GreenFest». 2016 року колектив став учасником фестивалю «Lidbeer». 
2014 року гурт випустив свій перший професійний кліп на пісню «Апантаны» (укр. Несамовитий).
У квітні 2016 року гурт представляв Білорусь, виступавши в межах тематичного білоруського показу на музичній конференції Colisium Music Week у Санкт-Петербурзі.

## Дискографія

### Альбоми
- «Пошлы гламур» (2010)[11][12]
- «Дзень Незалежнасьці» (2014)[13][14]
- «Метро» (2018)
- «Антыдэпрэсанты» (2024)

### Сингли
- «Усе мае сябры» (2011)
- «Ліхаманка» (2012)[15]
- «Апантаны» (2014)[16]
- «Голыя танцы» (2015)[17]
- «Лініі» (2019)[18]

## Склад

### Поточний склад
- Євген Змушко (біл. Яўген Змушка): вокал;
- Василь Сидорок (біл. Васіль Сідарок): гітара;
- Олександр Ковальов (біл. Аляксандр Кавалёў): барабани;
- Олександр Ільїн (біл. Аляксандр Ільін): бас.

### Колишні учасники
- Олександр Бєлов (біл. Аляксандр Бялоў);
- Антон Чернишов (біл. Антон Чарнышоў);
- Віталій Каралець (біл. Віталь Каралец);
- Пилип Ділевський (біл. Філіп Дылеўскі);
- Павло Волков (біл. Павал Волкаў);
- Олексій Єфременко (біл. Аляксей Яфрэменка);
- Кирило Тараненко (біл. Кірыл Тараненка);
- Василь Ярмоленко (біл. Васіль Ярмоленка).